# Sierra Volcánica Transversal

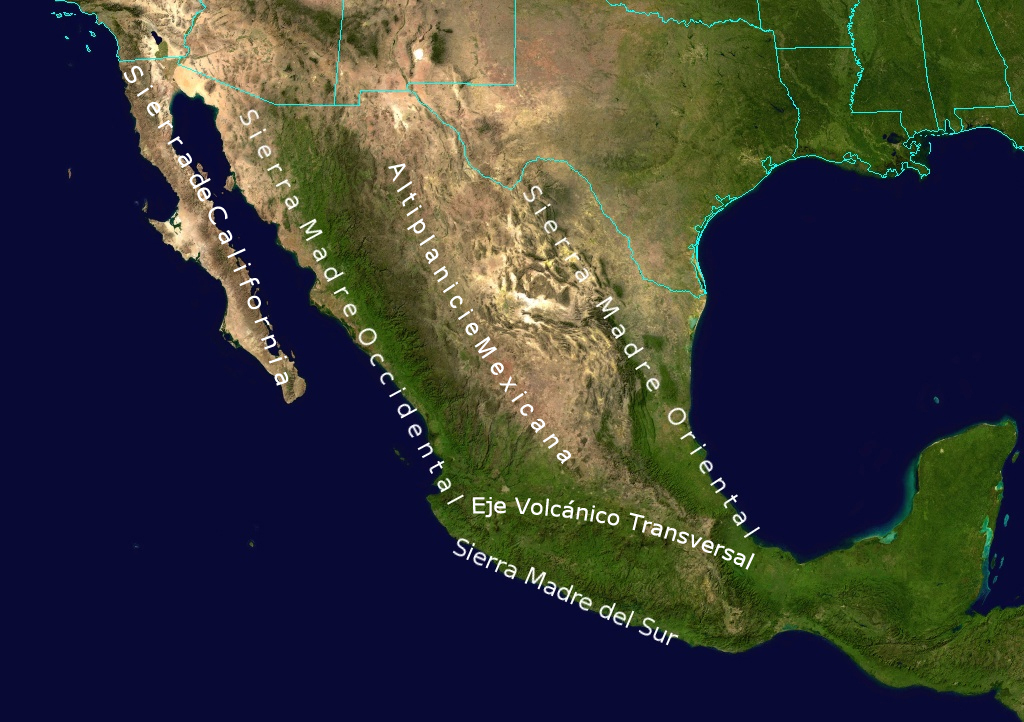
Die Sierra Volcánica bzw. Eje Volcánico Transversal im geografischen Kontext

Die Sierra Volcánica Transversal (auch Eje Volcánico Transversal u. ä. genannt) ist eine etwa 750 Kilometer lange und etwa 50 Kilometer breite ost-westlich verlaufende Gebirgskette in Zentralmexiko. Die im Winter schneebedeckten Berge des – mit nur 120 Kilometern Länge – insgesamt viel kleineren östlichen Teils werden auch als Sierra Nevada bezeichnet.

## Lage
Die Sierra Volcánica Transversal erstreckt sich südlich von Mexiko-Stadt auf einer Länge von rund 900 Kilometern und einer Breite von ungefähr 130 Kilometern von West nach Ost durch Mexiko. Die Sierra tangiert dabei die Bundesstaaten Veracruz, Puebla, Tlaxcala, Morelos, Hidalgo, México, Querétaro, Guanajuato, Michoacán, Colima, Jalisco sowie Nayarit.
Im Gegensatz zu den beiden wichtigsten von Nord nach Süd verlaufenden Gebirgszügen Mexikos, der Sierra Madre Occidental und Sierra Madre Oriental, verläuft die Sierra Volcánica Transversal in Ost-West-Richtung.

## Geologie
Die Entstehung der Sierra Volcánica Transversal steht möglicherweise im Zusammenhang mit einer sich bildenden Landbrücke und dem Zusammenwachsen des amerikanischen Doppelkontinents. Dadurch entstanden nach Norden gerichtete Schubkräfte im Süden der nordamerikanischen Kontinentalplatte, die letztlich zum Entstehen der Vulkankette führten. Die meisten Vulkane sind bereits vor Jahrtausenden erloschen, einige sind jedoch immer mal wieder aktiv; außerdem bilden sich auch vollkommen neue – so ab dem Jahre 1943 der Paricutín im westlich gelegenen Bundesstaat Michoacán.
Alle aktiven Vulkane Mexikos werden seit den 1980er Jahren seismologisch überwacht, um bevorstehende Ausbrüche vorhersagen und eventuelle Evakuierungsmaßnahmen rechtzeitig anordnen zu können. In der Vergangenheit ist dies mehrfach geschehen.

## Geschichte
Bereits in vorspanischer Zeit wurden die Bergriesen von den indigenen Völkern Mexikos als heilig verehrt und mit Legenden umwoben, von denen allerdings die meisten im Zuge der Christianisierung während der spanischen Kolonialzeit verlorengingen. Ihre Quellen spendeten das lebensnotwendige Wasser und gleichzeitig war das immer wieder auflodernde Feuer in ihnen Zeichen von bedrohlichen Kräften. Obwohl kein dokumentierter Beweis für eine Beziehung zwischen den mesoamerikanischen Tempelpyramiden und den Vulkanbergen vorliegt, ist die Wahrscheinlichkeit hoch, dass die Bauweise der Tempelpyramiden Zentralmexikos in gewisser Weise die regelmäßige und majestätische Erscheinung der Vulkanberge nachahmt.

## Wichtige Erhebungen
Die Berge der Sierra Volcánica Transversal gehören zu den höchsten Bergen Nordamerikas. Abgesehen vom Vulkan Tacaná liegen alle Berge Mexikos mit einer Höhe über 4000 m in der Sierra Volcánica Transversal.
- Citlaltépetl (5636 m), auch Pico de Orizaba genannt
- Popocatépetl (5426 m),
- Iztaccíhuatl (5230 m)
- Nevado de Toluca (4680 m)
- Sierra Negra (4580 m)
- Malintzin (4461 m), auch Malinche genannt
- Nevado de Colima (4330 m)
- Cofre de Perote (4282 m)
- Cerro Tláloc (4158 m)
- Cerro Telapón (4060 m)

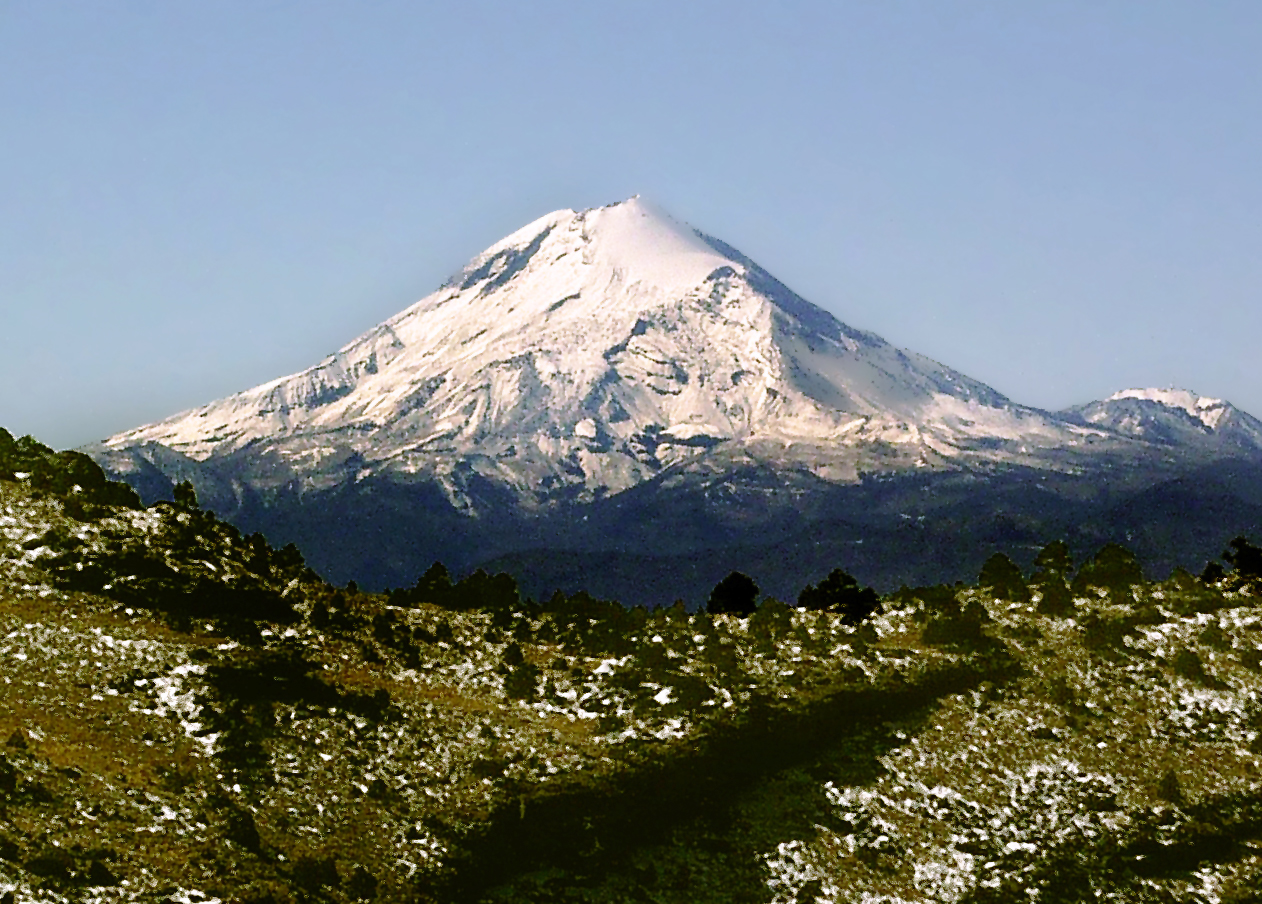
Citlaltépetl
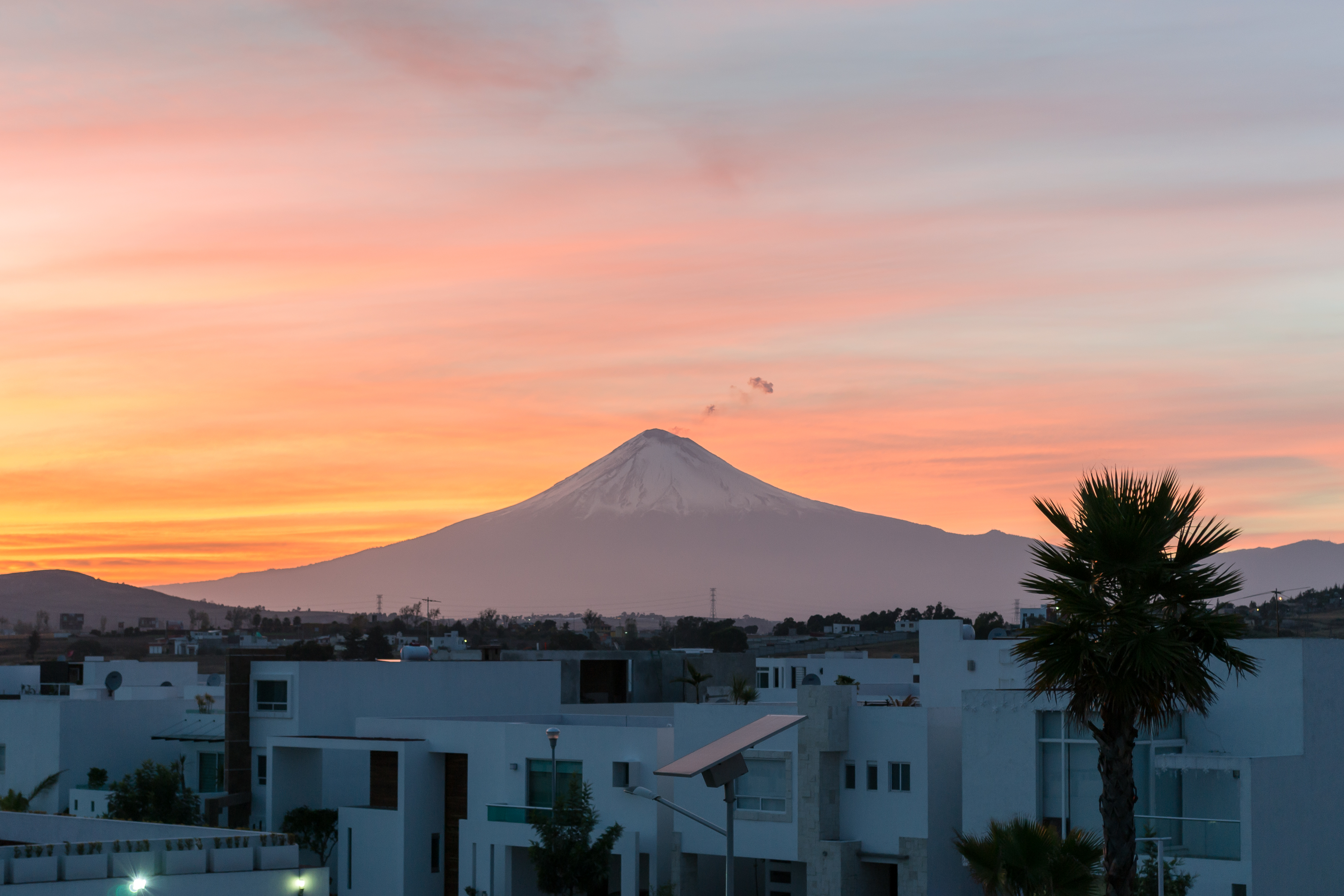
Popocatépetl
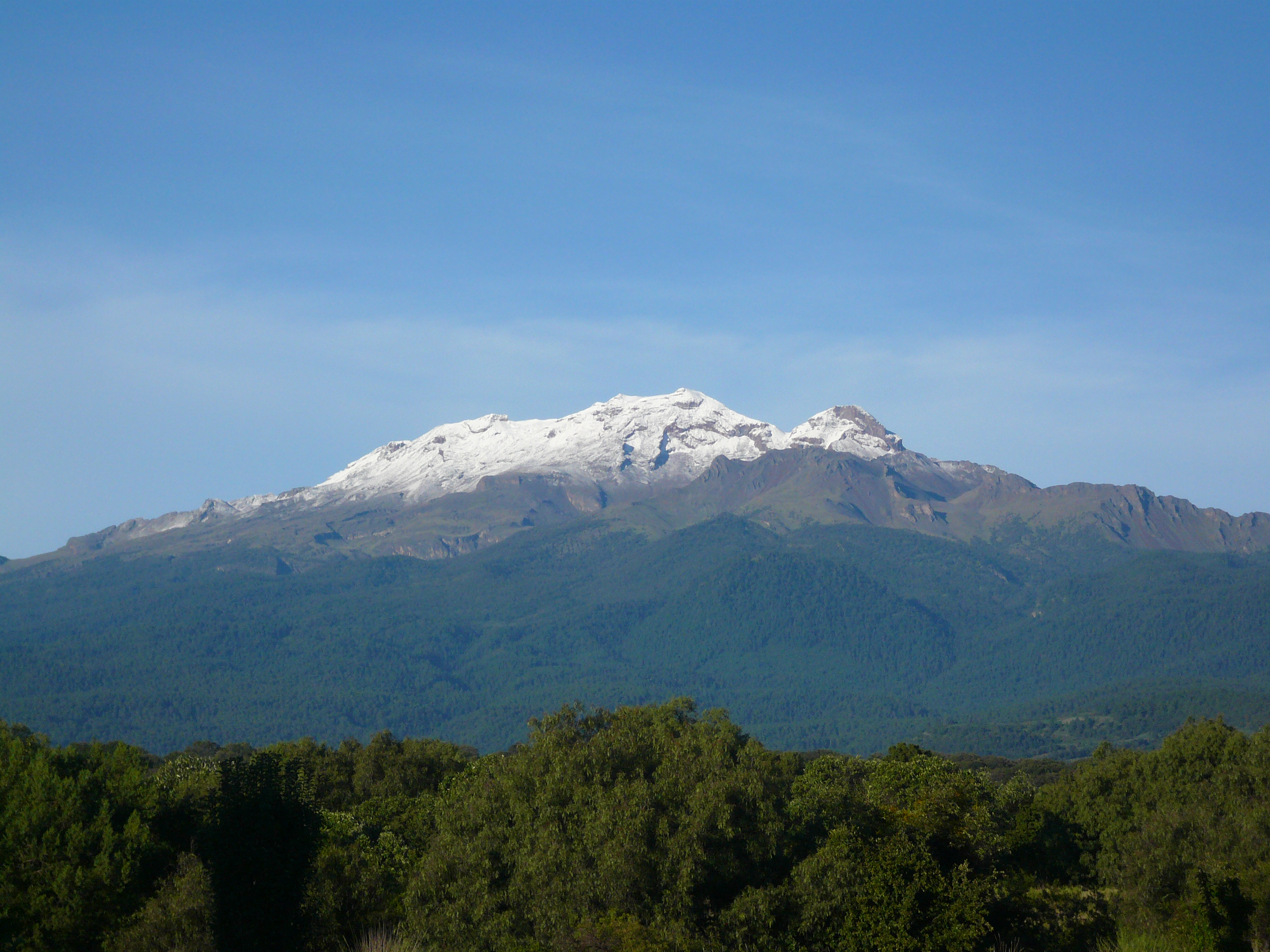
Iztaccíhuatl
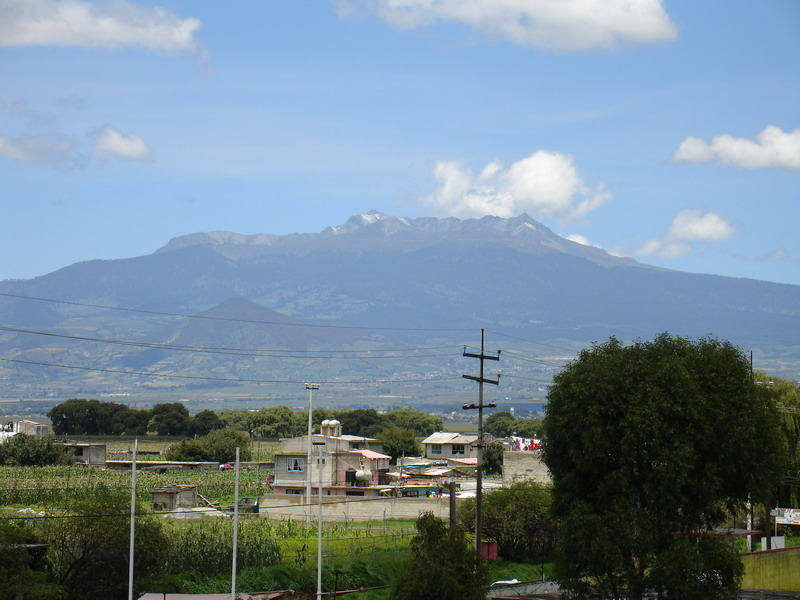
Nevado de Toluca
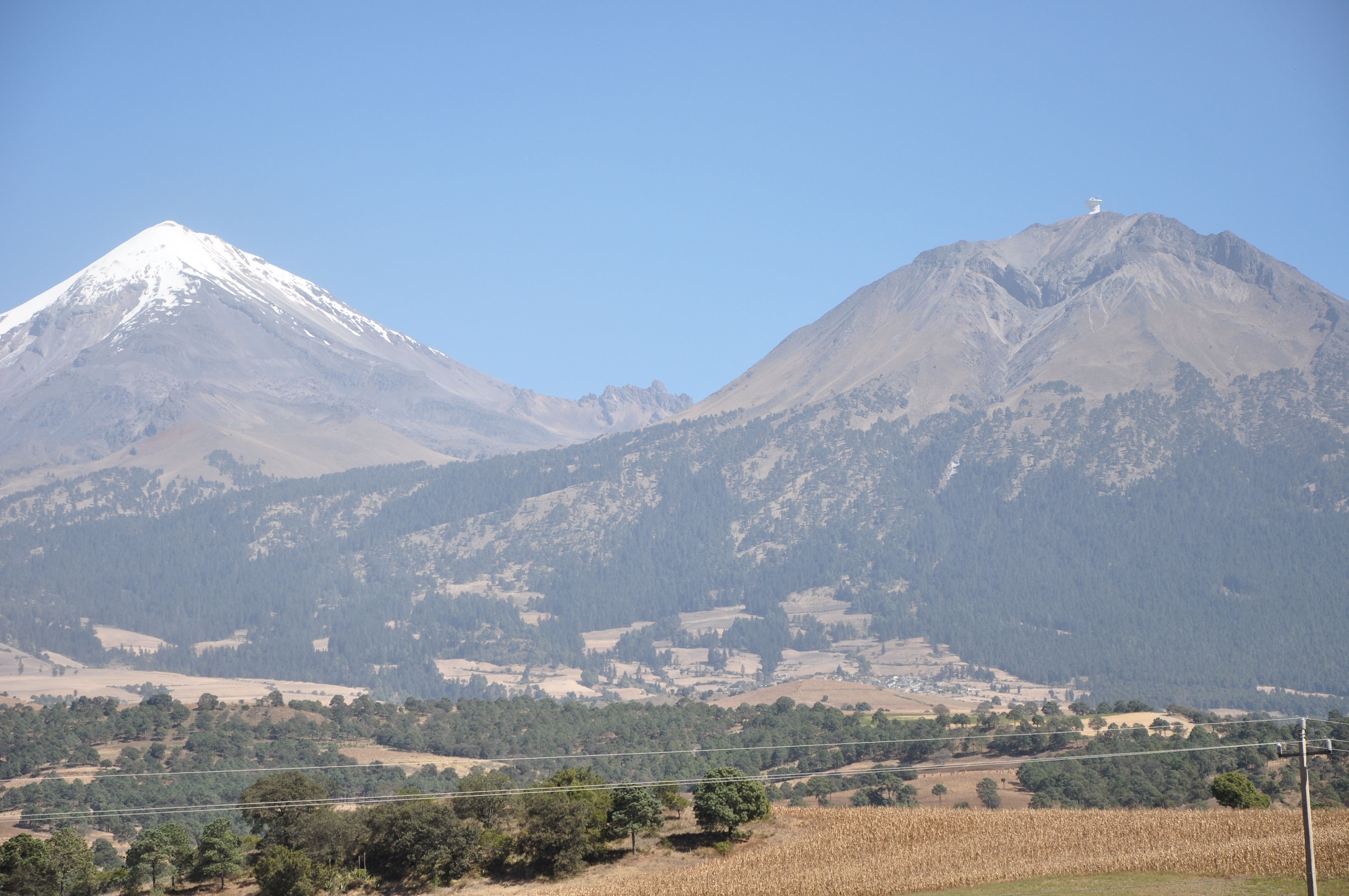
Sierra Negra (rechts)
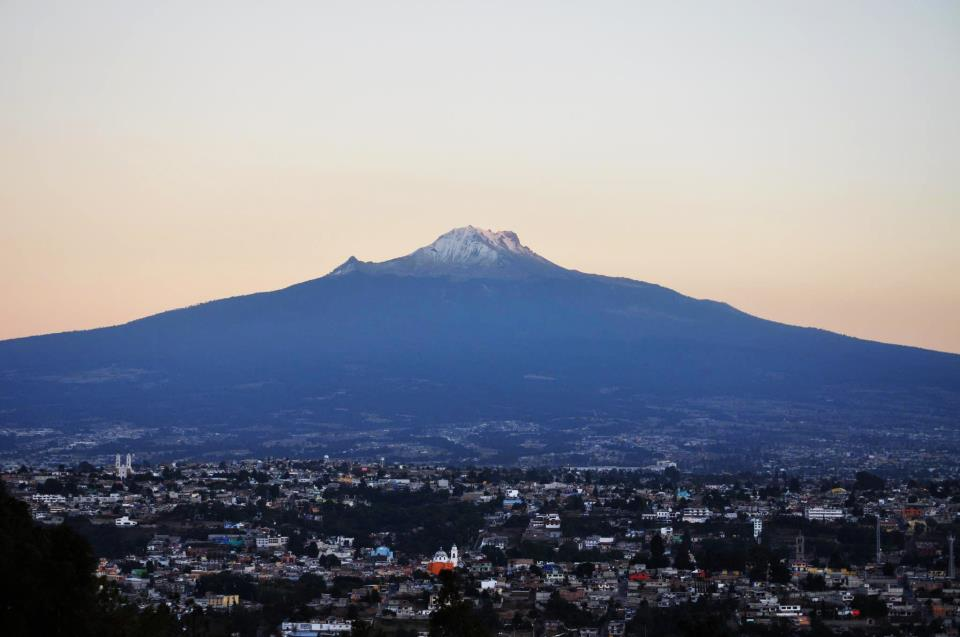
Malintzin
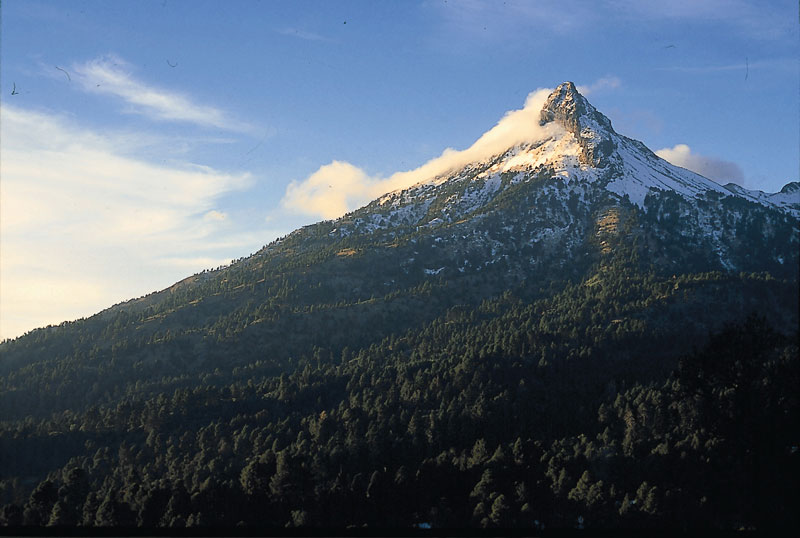
Nevado de Colima
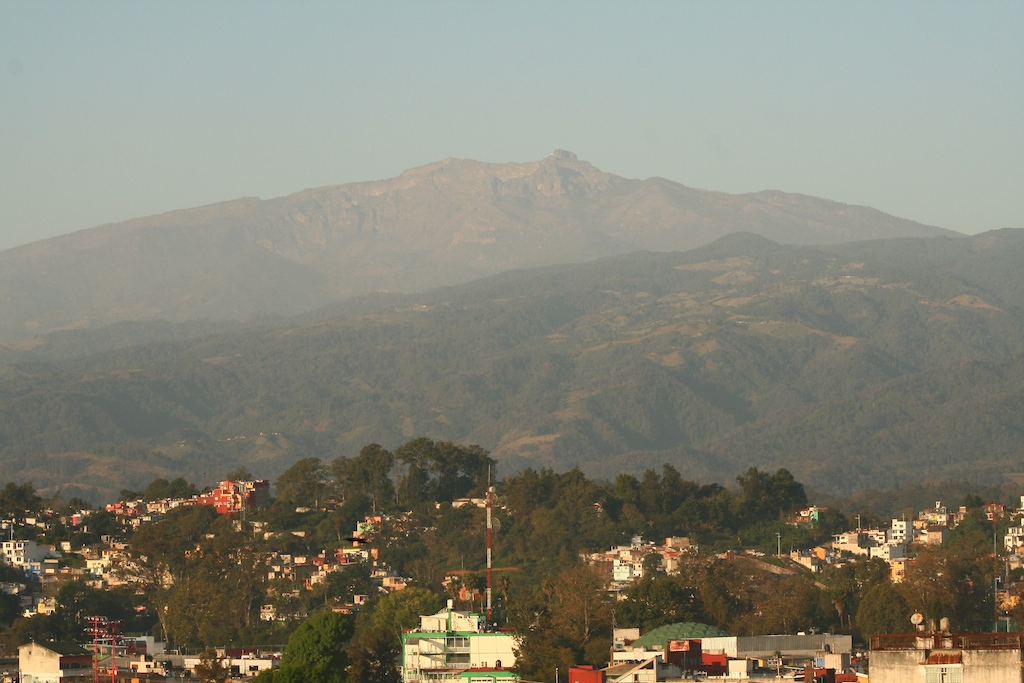
Cofre de Perote

## Besteigung
Die Berggipfel der Sierra Volcánica Transversal können – je nach Wetterlage und vulkanischer Aktivität – mit Wanderschuhen im Rahmen von (geführten) Eintagestouren bestiegen werden. Je nach Berg ist dabei keine Sicherung mittels Seil notwendig. Außer dem Citlaltépetl weist mittlerweile keine Erhebung mehr gletscherartige Schneefelder auf. Es muss dennoch ganzjährig mit Vereisungen und Schnee gerechnet werden. Entsprechend bieten sich für Besteigungen insbesondere die Sommermonate an.